# Mohamed Achraf Khalfaoui
Pour les articles homonymes, voir Khalfaoui.
Mohamed Achraf Khalfaoui, né le 24 octobre 1980 à Tunis, est un footballeur tunisien évoluant au poste de milieu de terrain.

## Clubs
- 2000-2005 : Club africain ( Tunisie)
- 2005-2008 : Stade tunisien ( Tunisie)
- 2008-2009 : União Desportiva de Leiria ( Portugal)
- 2009-2010 : Stade tunisien ( Tunisie)
- 2011-2013 : Metalurh Zaporijia ( Ukraine)

## Palmarès
- Médaille d'or aux Jeux méditerranéens : 2001